# Holme, North Lincolnshire
Holme är en ort i civil parish Messingham, i distriktet North Lincolnshire, Storbritannien. Den ligger i grevskapet Lincolnshire och riksdelen England, i den sydöstra delen av landet, 230 km norr om huvudstaden London. Holme var en civil parish 1866–2018 när blev den en del av Messingham. Civil parish hade 113 invånare år 2011. Byn nämndes i Domedagsboken (Domesday Book) år 1086, och kallades då Holm.